# Pingasa singularis
Pingasa singularis är en fjärilsart som beskrevs av James Andrew Kershaw 1897. Pingasa singularis ingår i släktet Pingasa och familjen mätare. Inga underarter finns listade i Catalogue of Life.